# Elecciones legislativas de Guatemala de 1950
Las elecciones parlamentarias se realizaron en Guatemala para llenar escaños en el Congreso de la República de Guatemala el 16 de diciembre de 1950. El Partido Acción Revolucionaria ganó una mayoría de escaños.

## Resultados
| Partido                          | Asientos |   |
| -------------------------------- | -------- | - |
| Partido Acción Revolucionaria    | 15       |   |
| Partido Renovación Nacional      | 9        |   |
| Frente Popular de Liberación     | 7        |   |
| Partido Socialista               | 7        |   |
| Partido Guatemalteco del Trabajo | 3        |   |
| Partido de Integridad Nacional   | 2        |   |
| Partido Unión Nacional           | 1        |   |
| Otros partidos                   | 12       |   |
| Independientes                   | 2        |   |
| Votos blanco/nulos               | -        | - |
| Total                            | 58       |   |